# Jozef Muls
Jozef Muls (Antwerpen, 12 juli 1882 - Kapellen, 22 april 1961) was een Belgisch auteur.

## Levensloop
Na de Grieks-Latijnse humaniora aan het Antwerpse Sint-Jan Berchmanscollege, waar hij onder meer Karel van den Oever als kameraad had, en er lid was van de vereniging Eigen Taal, eigen Zeden. Muls promoveerde in 1907 tot doctor in de rechten aan de Katholieke Universiteit Leuven. Hij was jong begonnen met publiceren, vooral gedichten, in studententijdschriften zoals Jong Dietschland, Jong Antwerpen (hoofdredacteur in 1900-1901), De Student, De Groene Linde, Dietsche Warande en Belfort en De Vlaamsche Wachter.
In 1905 stichtte hij een eigen tijdschrift: Vlaamsche Arbeid. Hij schreef er onder meer in over zijn reizen naar Istanboel, Venetië en Parijs. Hij hield er ook een kunstkroniek en stond voor heel wat boekbesprekingen in. Hij kreeg de medewerking van onder meer Jan Hammenecker, Jan van Nijlen, Floris Prims en (tot er een meningsverschil ontstond) André de Ridder. Na 1910 en ook nadat het tijdschrift na de Eerste Wereldoorlog weer verscheen behoorden tot de redactie of publiceerden er: Ernest Claes, August Van Cauwelaert, Felix Timmermans, Hilarion Thans, Antoon Thiry, Constant Eeckels, Victor J. Brunclair, Alfons Jeurissen, Gaston Burssens, Karel van den Oever en Paul van Ostaijen. Van 1923 tot zijn dood werd het tijdschrift de voornaamste uitgever van het proza en de poëzie van Van Ostaijen.
Muls vestigde zich in 1907 als advocaat in Antwerpen en bleef dit tot kort na de oorlog. Hij wijdde zich echter in stijgende mate aan de kunstgeschiedenis, om rond 1922 de balie te verlaten.
Tijdens de Eerste Wereldoorlog vluchtte hij uit België met zijn ouders en zijn zus. Ze verbleven eerst in Londen, daarna in High Wycombe, in Hampstead en in Oxford.
Hij was correspondent van de Nieuwe Rotterdamsche Courant en van het Algemeen Handelsblad en hield op enkele plaatsen lezingen over de Belgische kunststeden en de Belgische schilderkunst, onder meer aan de Universiteit van Oxford op 23 februari 1915.
In 1916 vertrok het gezin naar Frankrijk, terwijl Muls tentoonstellingen over Belgische kunst ging organiseren in Engeland en in Spanje. Hij ging vervolgens met zijn moeder en zus (de vader was overleden) wonen in Neuilly-sur-Seine en verkeerde er in de kringen van Léon Bloy en van Jacques Maritain. Hij had tijdens de oorlog ook contacten met frontsoldaten, onder meer met Dirk Vansina.
Van 1919 tot 1954 doceerde hij aan de Katholieke Vlaamse Hogeschool voor Vrouwen. Vanaf 1935 doceerde hij aan de kunstacademie in Mechelen en vanaf 1939 aan de kunstacademie in Antwerpen. In 1939 werd hij ook lector aan de Katholieke Universiteit Leuven (tot in 1952).
Van 1925 tot 1940 was hij conservator bij het Museum voor Schone Kunsten in Antwerpen. In 1922 werd hij briefwisselend lid en in 1929 lid van de Koninklijke Vlaamse Academie voor Taal- en Letterkunde. In 1932 stichtte hij met Raymond Brulez en Victor Leemans het door Hendrik Cayman uitgegeven tijdschrift Zeshoek, een Tweemaandelijksche studiereeks gewijd aan literatuur, kunst en sociaal-economie.
In november 1940 werd hij benoemd tot directeur-generaal voor Schone Kunsten bij het ministerie van Onderwijs. In 1944 werd hij door de Duitsers afgezet en vervangen door Filip De Pillecyn.
Muls, die vrijgezel bleef, werd in 1957 door een beroerte getroffen en werd voor de laatste jaren van zijn leven verzorgd door zijn zus. Hij stierf ten slotte op 22 april 1961. Na zijn dood ging zijn bibliotheek naar KU Leuven Bibliotheken. Hij verzamelde vooral werken over kunstgeschiedenis en algemene cultuur van Vlaanderen en Nederland. Hij bezat ca. 2000 oude drukken.
Hij schreef ook onder de pseudoniemen Fr. Van Spilbeek, Joost Van Etsel, Ignotus, Marcus, Titurel en Prosper Verley.
Er is een Jozef-Mulsstraat in Merksem en een Jozef-Mulslaan in Kapellen.

## Publicaties
- Albrecht Rodenbachs Gudrun, Maldegem, de Lille, 1902.
- Verzen, 1912.
- Steden, Brugge, Sint-Michiel, 1913.
- De gruweljaren 1914-1916, 1916.
- Le crépuscule des villes d'art flamandes, Parijs, 1917.
- De val van Antwerpen, Parijs, 1918.
- Het levende Oud-Antwerpen, Leiden, De Vlaamsche Boekhandel, 1919.
- Het rijk der stilte (de kunst en de oorlog), Amsterdam, 1920.
- Pieter Brueghel, Brussel, De Standaard, 1924.
- De Vlaamsche invloeden op het werk van Watteau, 1925.
- Hugo Verriest, Brussel, De Standaard, 1926.
- Beschouwingen over Rubens zooals hij is te München in de Pinakotheek, Gent, 1926.
- Mijn handel met Karel van den Oever, Antwerpen, 1927.
- Paul Van Ostaijen en de stad, Antwerpen, 1928.
- Van El Greco tot het Cubisme, Brugge, Excelsior, 1929.
- Melancholia. Herinneringen aan gestorven Vlaamse schrijvers en kunstenaars, Leuven, Davidsfonds, 1929.
- Guido Gezelle, zijn grootheid en zijn macht, Gent, Erasmus, 1930.
- Mathias Grunewald, Gent, Erasmus, 1931.
- Cornelis De Vos, schilder van Hulst, Brussel, De Standaard, 1932.
- Jan Hammenecker, dichter der Schelde, Gent, Vanderpoorten, 1932.
- Deze Tijd. Beschouwingen over volk en cultuur, Gent, 1933.
- Steden (Moskou, Constantinopel, Venetië, Oxford, Madrid, Bourges), 1933, Turnhout, Van Mierlo-Proost.
- Hendrik Conscience, Gent, Vanderpoorten, 1933.
- Hyppolyte Daeye, Gent, Vanderpoorten, 1934.
- De dichters van de Schelde, Gent, Vanderpoorten, 1934.
- Oude Meesters, Averbode, 1934.
- Jacob Smits en de Kempen, Oude God, 1937.
- Schilders van gisteren uit Noord- en Zuid-Nederland, Utrecht, Het Spectrum, 1939.
- Memling, de laatgotische droom, Diest, 1939, 1940, 1941, 1960 (Vijfjaarlijkse Staatsprijs voor kritiek en essay).
- Rubens, Naarden, 1940.
- Rubens als diplomaat, Gent, Erasmus, 1941.
- Werk, Diest, 1942.
- Het portret in België van Navez tot Ensor, Brussel, 1942.
- James Ensor. Peintre de la mer, Brussel, 1942.
- Edgard Tytgat, Brussel, 1943.
- Een eeuw Portret in België. Van classicisme tot expressionisme, Diest, 1944.
- De krans van laurier: letterkundige bijdragen, Tielt, Lannoo, 1945.
- De boer in de kunst, Leuven, Davidsfonds, 1946.
- Erasmus en Quinten Matsys, Antwerpen, De Standaard, 1953.
- Rik Slabbinck, Antwerpen, De Sikkel, 1953.
- Peter Paul Rubens als levenskunstenaar, Antwerpen, 1956.
- Albert Van Dijck, Brussel, Elsevier, 1957.
- Lodewijk De Voght en de chorale Caecilia in het muziekleven van Antwerpen, Leuven, Davidsfonds, 1958.